# 티엔쯔엉바오뜨
티엔쯔엉바오뜨(베트남어: Thiên Chương Bảo Tự / 天彰寶嗣 천창보사 / 1133년 1월 ~ 1138년 9월)는 베트남 리 왕조(李朝) 신종(神宗) 리즈엉호안(李陽煥)의 두번째 연호이다. 《기원편》(紀元編)에서는 티엔쯔엉바오뜨(베트남어: Thiên Chương Bảo Tự / 天章寶嗣 천장보사)으로 표기되어 있다.

## 개원
- 티엔투언(天順) 6년(1133년) 1월에 연호를 티엔쯔엉바오뜨(天彰寶嗣)로 개원함.[1][2][3]

- 티엔쯔엉바오뜨(天彰寶嗣) 6년 10월 1일[4](1138년 11월 5일)에 연호를 티에우민(紹明)으로 개원함.[1][2][5][6]

## 연대 대조표
| 티엔쯔엉바오뜨 | 원년       | 2년        | 3년        | 4년        | 5년        | 6년        |
| 서기(西紀)     | 1133년     | 1134년     | 1135년     | 1136년     | 1137년     | 1138년     |
| 간지(干支)     | 계축(癸丑) | 갑인(甲寅) | 을묘(乙卯) | 병진(丙辰) | 정사(丁巳) | 무오(戊午) |

## 동시대 연호

### 중국
남송(南宋)
- 소흥(紹興) (1131년 ~ 1162년)

금(金)
- 천회(天會) (1123년 ~ 1137년)
- 천권(天眷) (1138년 ~ 1141년)

서하(西夏)
- 정덕(正德) (1127년 ~ 1134년)
- 대덕(大德) (1135년 ~ 1139년)

대리국(大理國)
- 보천(保天) (1129년 ~ 1137년)
- 광운(廣運) (1138년 ~ 1147년)

서요(西遼)
- 연경(延慶) (1124년 ~ 1133년)
- 강국(康國) (1134년 ~ 1143년)

### 일본
- 조쇼(長承) (1132년 ~ 1135년)
- 호엔(保延) (1135년 ~ 1141년)